# Zamach w Lahaurze (lipiec 2010)
Zamach w Lahaurze miał miejsce 1 lipca 2010 w wyniku którego życie straciło 50 osób, a ponad 200 odniosło obrażenia. Celem ataku stało się sufickie sanktuarium Data Durbar.

## Tło
28 maja 2010 w Lahaur miał miejsce zamach na meczet Ahmadiego. Zginęło wówczas 86 osób.
Zaatakowane sanktuarium jest miejscem pielgrzymek członków sekty Barelvi, którzy przez talibów są traktowani za heretyków. W marcu 2009 talibowie zbombardowali sufickie sanktuarium Data Durbar, natomiast w czerwcu 2009 talibowie zabili w zamachu samobójczym Sarfraz Ahmed Naeemiego umiarkowanego duchownego należącego do sekty Barelvi, znanego z krytyki talibów.

## Atak
Sanktuarium zostało zaatakowane przez trzech zamachowców-samobójców wieczorem 1 lipca 2010. Wówczas w świątyni znajdowało się wiele wiernych.
Za atak zostali obwinieni talibowie, którzy nie uznają sufizmu. Sami ekstremiści talibscy nie przyznali się do ataku, a zarzucili zorganizowanie zamachu tajnym zagranicznym agencjom.